# Erik Sorga
Erik Sorga (Tallin, 8 de julio de 1999) es un futbolista estonio que juega en la demarcación de delantero para el Ho Chi Minh City F. C. de la V.League 1.

## Selección nacional
Después de jugar en la selección de fútbol sub-16 de Estonia, en la sub-17, en la sub-18, en la sub-19 y en la sub-21, finalmente hizo su debut con la selección absoluta el 8 de junio de 2019 en un encuentro de clasificación para la Eurocopa 2020 contra Irlanda del Norte que finalizó con un resultado de 1-2 a favor del combinado norirlandés tras el gol de Konstantin Vassiljev para Estonia, y de Conor Washington y Josh Magennis para Irlanda del Norte.

### Goles internacionales
| # | Fecha                   | Estadio                                 | Oponente    | Gol | Resultado | Competición                                          |
| - | ----------------------- | --------------------------------------- | ----------- | --- | --------- | ---------------------------------------------------- |
| 1 | 6 de septiembre de 2019 | A. Le Coq Arena, Tallin, Estonia        | Bielorrusia | 1–1 | 1–2       | Clasificación para la Eurocopa 2020                  |
| 2 | 2 de septiembre de 2021 | A. Le Coq Arena, Tallin, Estonia        | Bélgica     | 2-5 | 2-5       | Clasificación para la Copa Mundial de Fútbol de 2022 |
| 3 | 8 de octubre de 2021    | A. Le Coq Arena, Tallin, Estonia        | Bielorrusia | 1-0 | 2-0       | Clasificación para la Copa Mundial de Fútbol de 2022 |
| 4 | 12 de noviembre de 2021 | Estadio Rey Balduino, Bruselas, Bélgica | Bélgica     | 2-1 | 3-1       | Clasificación para la Copa Mundial de Fútbol de 2022 |

## Clubes
| Club                   | País           | Año       | Partidos | Goles |
| ---------------------- | -------------- | --------- | -------- | ----- |
| FC Flora III Tallinn   | Estonia        | 2016      | 1        | 0     |
| FC Flora II Tallinn    | Estonia        | 2016      | 61       | 47    |
| FC Flora               | Estonia        | 2016-2019 | 91       | 78    |
| Loudoun United FC      | Estados Unidos | 2020      | 0        | 0     |
| DC United              | Estados Unidos | 2020-2021 | 21       | 1     |
| VVV-Venlo (cedido)     | Países Bajos   | 2021-2022 | 11       | 3     |
| IFK Göteborg           | Suecia         | 2022      | 10       | 1     |
| PFC Lokomotiv Plovdiv  | Bulgaria       | 2023      | 14       | 2     |
| Sumgayit F. K.         | Azerbaiyán     | 2023-2024 | 30       | 7     |
| Ho Chi Minh City F. C. | Vietnam        | 2024-     | 10       | 1     |

## Palmarés

### Campeonatos nacionales
| Título       | Club     | País    | Año  |
| ------------ | -------- | ------- | ---- |
| Meistriliiga | FC Flora | Estonia | 2017 |
| Meistriliiga | FC Flora | Estonia | 2019 |

### Distinciones individuales
| Distinción                         | Año  |
| ---------------------------------- | ---- |
| Máximo goleador de la Meistriliiga | 2019 |